# Cuisine tex-mex

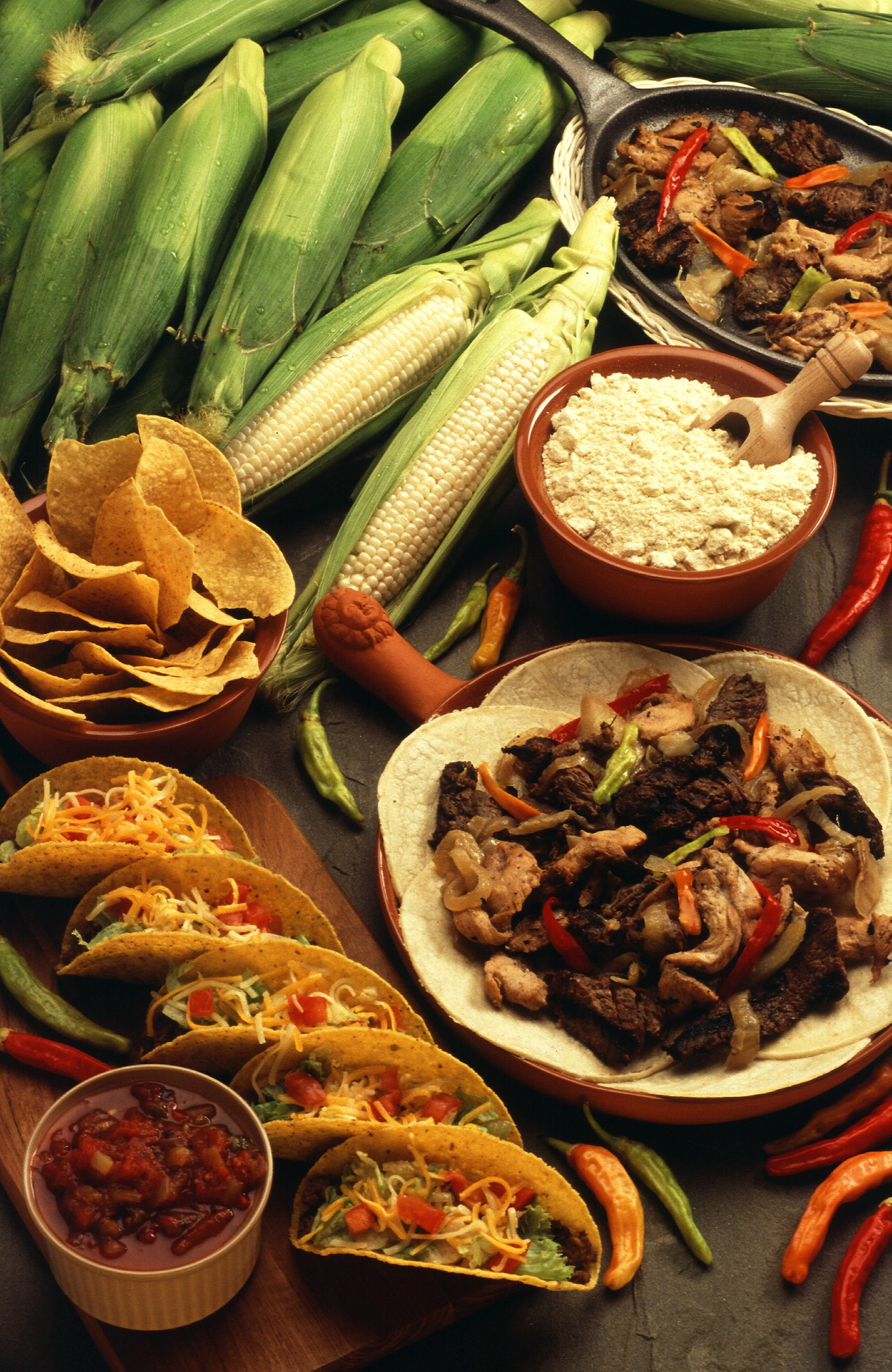
Exemples de plats et ingrédients tex-mex modernes : chips tortilla, fromage, tacos, salsa, piments et fajitas de bœuf.

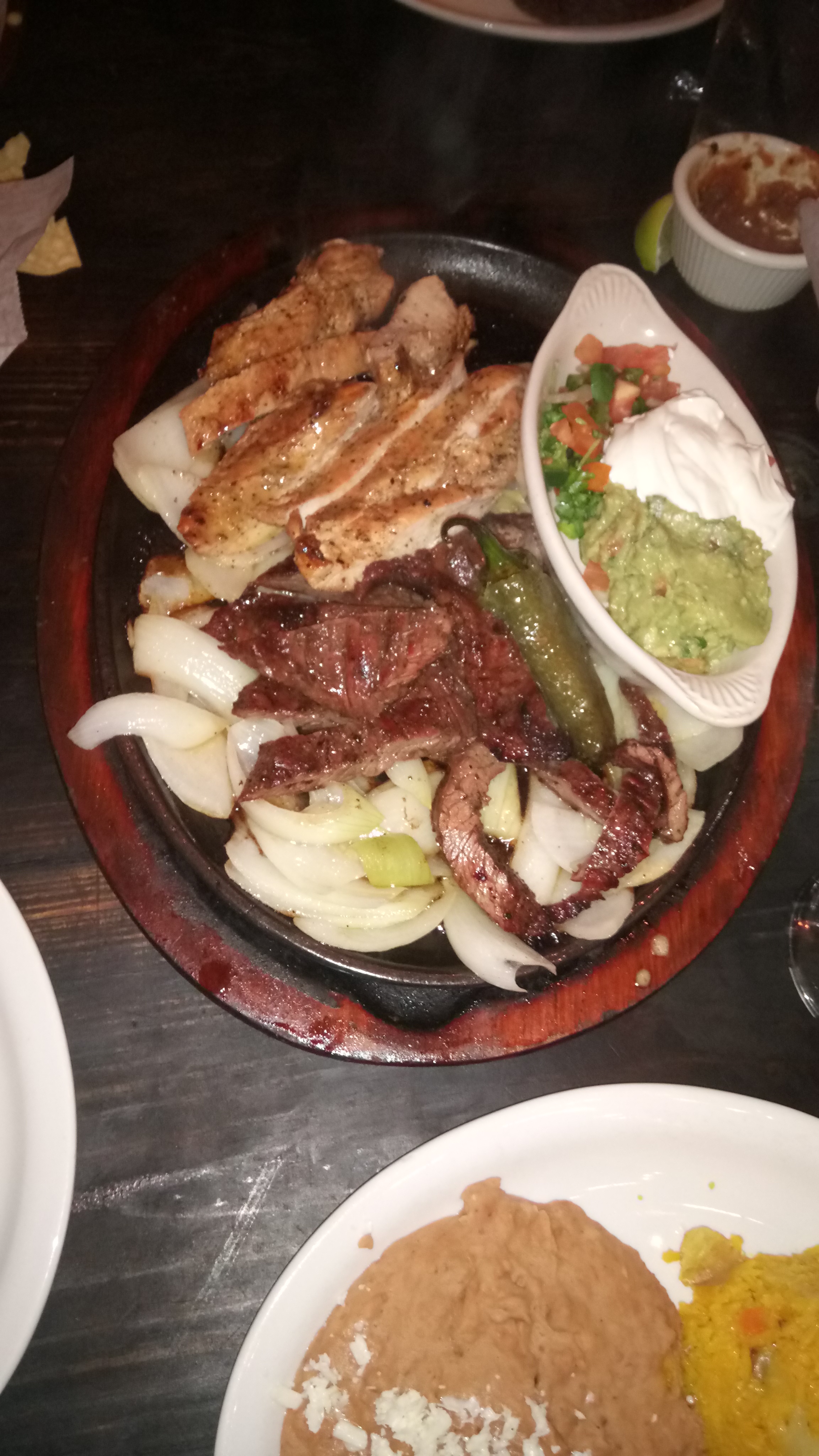
Tacos/fajitas

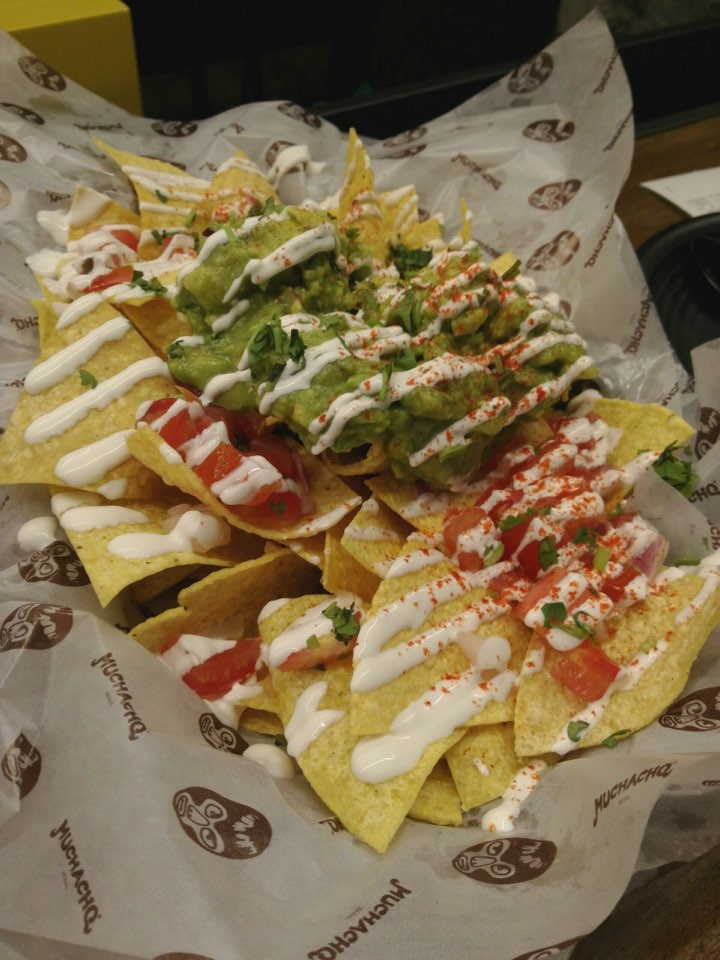
Nachos avec guacamole

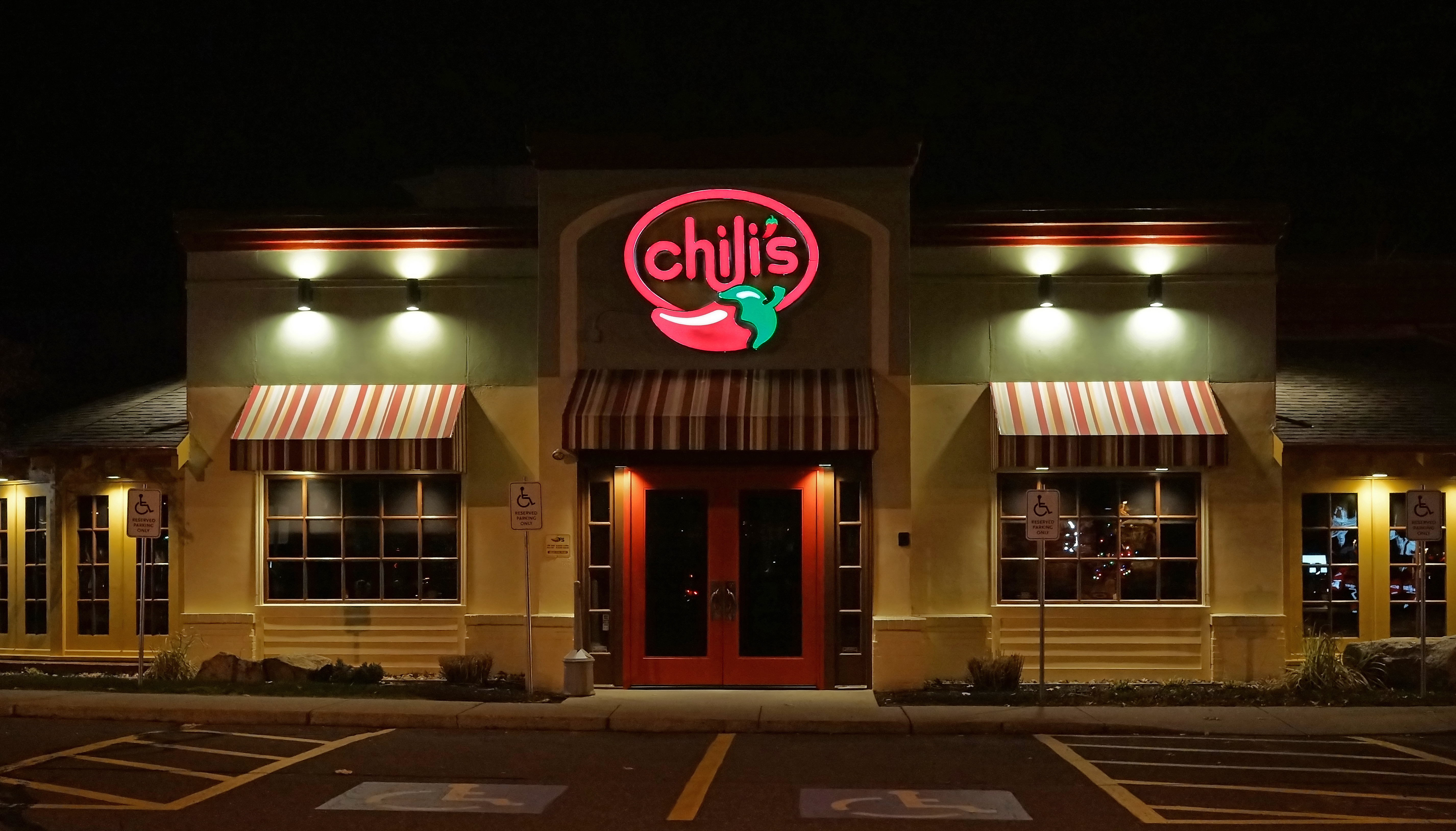
Un restaurant de la chaîne tex-mex Chili's.

La cuisine tex-mex est une expression utilisée pour désigner une cuisine du Texas et du sud-ouest des États-Unis  influencée par la gastronomie mexicaine. Les plats les plus emblématiques de la cuisine tex-mex sont les fajitas, les haricots frits, le chili con carne et les nachos. Le Texas fut une région du Mexique jusqu'à l'annexion du Texas, en 1848, à la fin de la guerre américano-mexicaine (1845-1848).
Elle se distingue principalement de la cuisine mexicaine par l'usage presque exclusif de la tortilla de harina, un pain azyme fait de farine de blé, en plus de la tortilla de maíz faite de farine de maïs qui est caractéristique de la cuisine mexicaine, ainsi que de haricots rouges. Il y a souvent confusion en Europe entre la cuisine tex-mex et la cuisine mexicaine.

## Comparaison avec la cuisine mexicaine
Certains ingrédients sont courants dans la cuisine mexicaine, mais d'autres ingrédients qui ne sont pas typiquement utilisés au Mexique sont souvent ajoutés dans la cuisine tex-mex. Celle-ci se caractérise par une forte utilisation de fromage râpé, de viande (en particulier de bœuf, de porc et de poulet), de haricots, de poivrons et d'épices, en plus des tortillas à la farine. Parfois, certains plats tex-mex sont préparés sans tortilla, comme le "bol à fajita", qui est une fajita servie sans tortilla.
En général, le fromage joue un rôle beaucoup plus important dans la cuisine tex-mex que dans la cuisine mexicaine traditionnelle, notamment dans le populaire « chile con queso » (souvent appelé simplement « queso ») qui est souvent consommé avec des frites (à côté ou à la place du guacamole et de la salade), ou peut être servi sur des enchiladas, des tamales ou des burritos.
En outre, le Tex-Mex a importé des saveurs d'autres cuisines épicées, comme l'utilisation du cumin, introduit par les immigrants espagnols au Texas en provenance des îles Canaries et utilisé dans la cuisine berbère, mais qui n'est utilisé que dans quelques recettes du Mexique central.

## Historique
Pendant l'ère missionnaire espagnole au Texas, les cuisines espagnole et mexicaine se sont combinées au Texas comme dans d'autres parties de la frontière nord de la Nouvelle-Espagne. Cependant, la cuisine Tex-Mex est née avec les Tejanos (Texans d'origine mexicaine) et est un mélange de cuisine indigène mexicaine et espagnole lorsque le Texas faisait partie de la Nouvelle-Espagne et plus tard du Mexique.
Originaire de la région du sud du Texas, entre San Antonio, la vallée du Rio Grande et El Paso, cette cuisine a peu varié et a toujours été influencée, depuis les temps les plus anciens, par la cuisine des États voisins du nord du Mexique. La culture de l'élevage du Texas du Sud et du Mexique du Nord est à cheval sur les deux côtés de la frontière, où le bœuf, les grillades et les tortillas sont des aliments courants et populaires depuis plus d'un siècle. Le goût pour le cabrito (chevreau), la barbacoa de cabeza (têtes de bœuf au barbecue), la carne seca (bœuf séché) et d'autres produits de l'élevage est également courant des deux côtés du Rio Grande.
Au XXe siècle, alors que les produits en provenance des États-Unis devenaient bon marché et facilement disponibles, le Tex-Mex a adopté des éléments américanisés tels que le cheddar, le jack et le fromage au piment.
Dans une grande partie du Texas, les styles de cuisine des deux côtés de la frontière entre les États-Unis et le Mexique étaient les mêmes jusqu'à une période après la guerre civile américaine. Avec les chemins de fer, les ingrédients et les appareils de cuisson américains sont devenus courants du côté américain.
Un article du Los Angeles Times de 1968 écrivait : « Si un plat est une combinaison de la cuisine de l'Ancien Monde, de la cuisine du Sud des États-Unis et du Tex-Mex, c'est un plat du Texas Hill Country ».

### En dehors des États-Unis
En France, le premier restaurant Tex-Mex de Paris a ouvert en mars 1983. Selon le restaurateur Claude Benayoun, les affaires étaient au ralenti, mais après la sortie en 1986 du film 37°2 le matin, qui mettait en scène des personnages buvant des shots de tequila et mangeant du chili con carne, « tout est devenu fou ». Et après la sortie du film, tout le monde à Paris voulait un shot de tequila et un bol de chili.
Le Tex-Mex s'est également répandu en Thaïlande, en Argentine, à Oman, au Japon, aux Pays-Bas et au Mexique. 

## Illustration

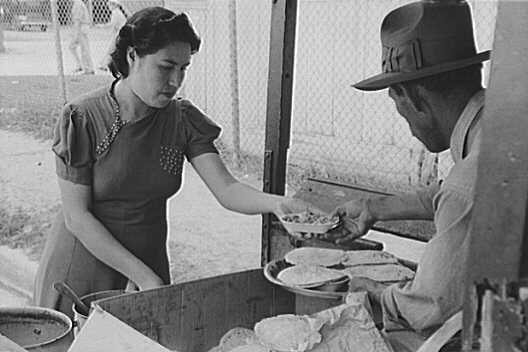
Vendeur de fèves au lard et tortillas à San Antonio, Texas, c. 1939
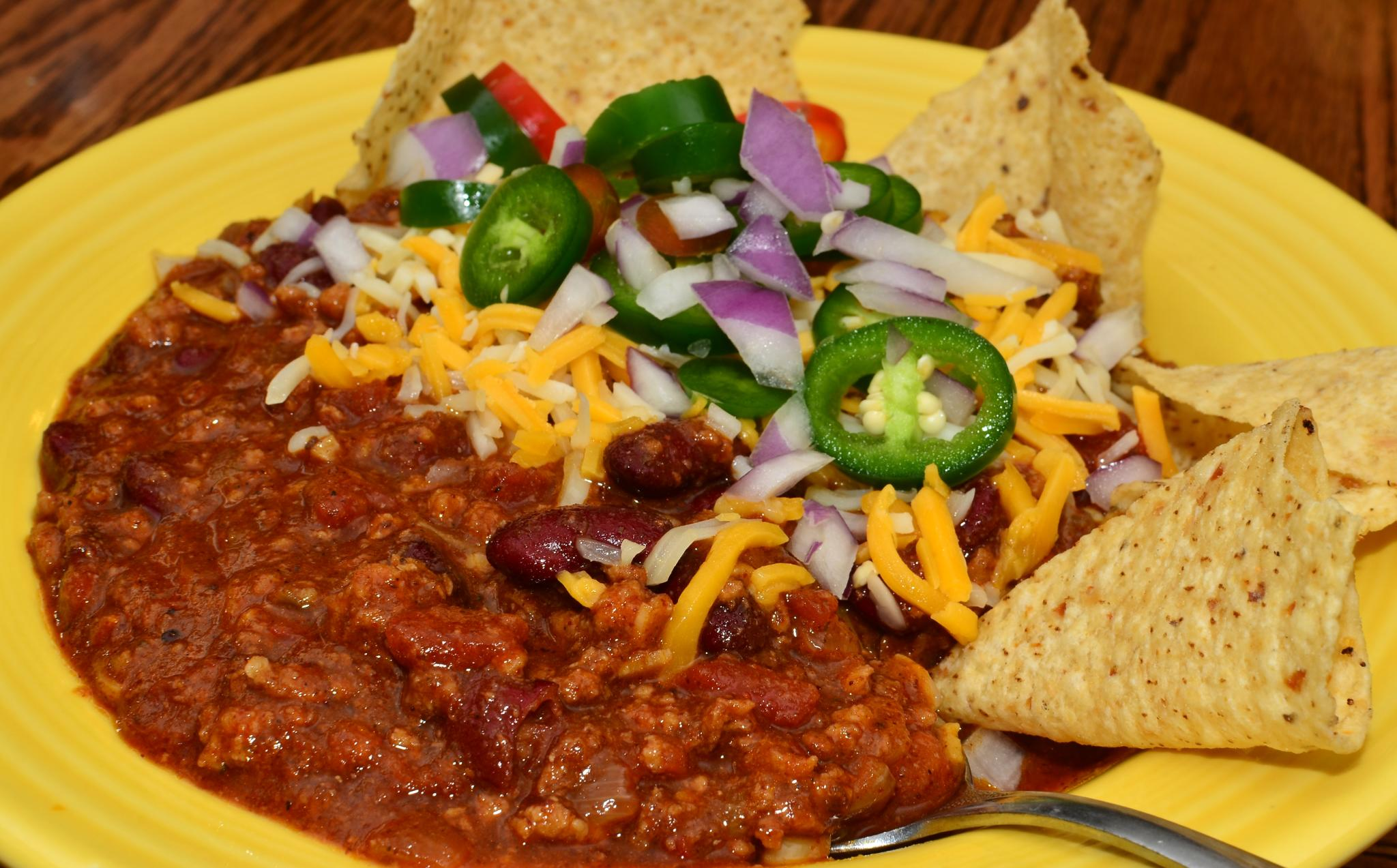
Chili avec garnitures et chips tortilla
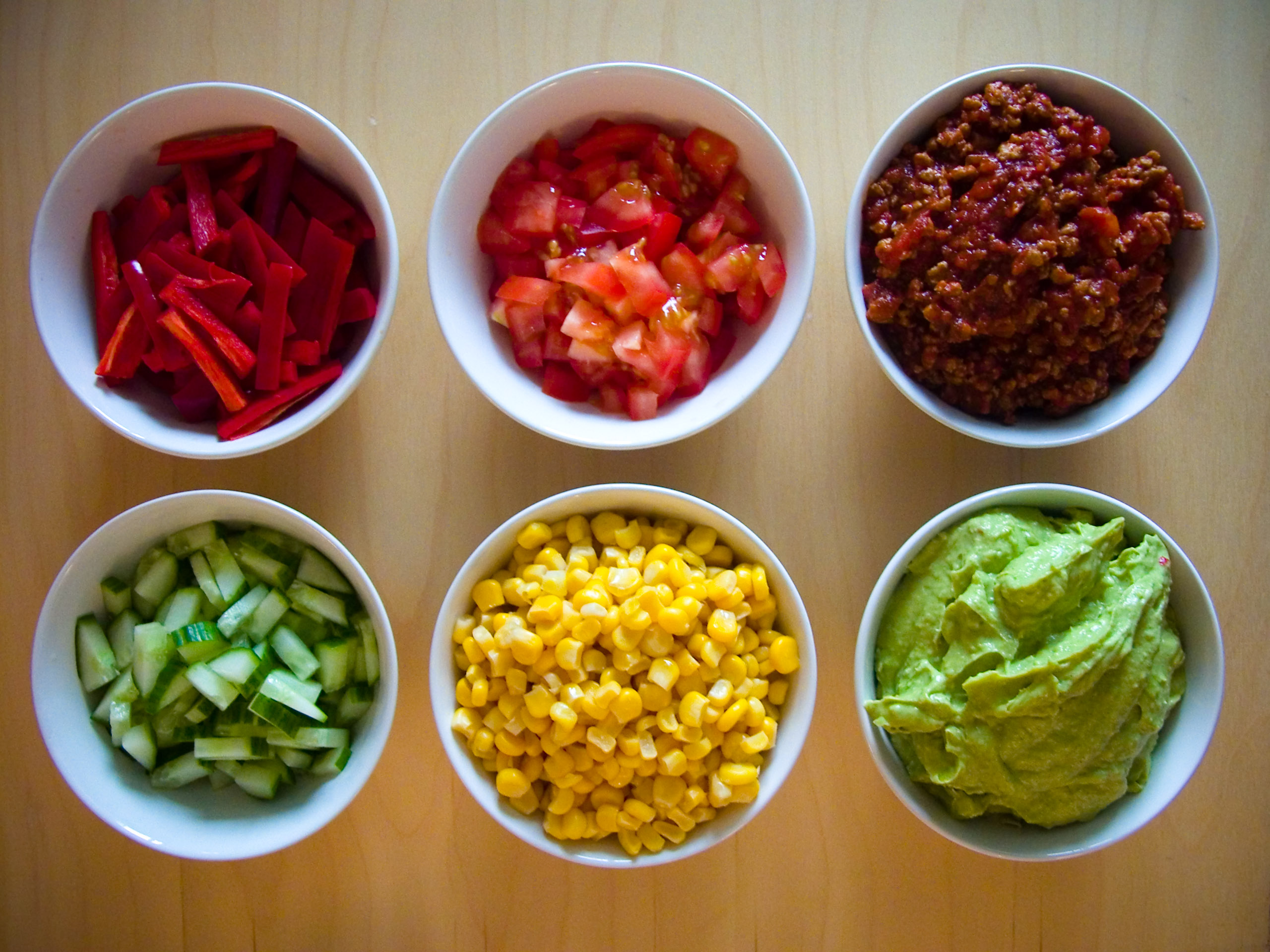
Petits bols de maïs, tomates, poivrons, guacamole, et autres ingrédients originaires d'Amérique centrale utilisés couramment dans la cuisine tex-mex.